# Киричук, Александр Алексеевич
Александр Алексеевич Киричук (укр. Олександр Олексійович Киричук; родился 2 июля 1973) — украинский политик, бизнесмен и активист, исполнявший обязанности Глава Волынской облгосадминистрации с 11 июня по 2 декабря 2019 года.

## Биография
Александр Киричук родился в Луцке 2 июля 1973 года.
В 1991 году окончил Луцкий кооперативный учебно-производственный комплекс «ПТУ» по специальности организация кооперативной торговли, товароведение товаров народного потребления, товаровед-организатор.
С августа 1995 года по май 2004 года он был предпринимателем.
С мая 2004 г. по январь 2007 г. — помощник консультанта ООО «Континиум-Укр-Ресурс» в Луцке.
С февраля 2006 г. по июль 2016 г. по совместительству был директором ООО «Тарлес».
С февраля 2007 г. по март 2009 г. — первый заместитель директора ООО «Захидбуд Индустрия».
С марта 2009 г. по апрель 2011 г. — коммерческий директор ООО «Евротон».
С апреля по май 2011 года — заместитель директора государственного коммунального предприятия «Луцктепло» в Волынской области.
В 2011 году окончил Киевский национальный торгово-экономический университет, маркетинг, по специальности маркетолог.
С июня 2011 года по декабрь 2014 года Киричук был директором государственного коммунального предприятия «Луцктепло» в Волынской области, когда 31 декабря был уволен приказом мэра Луцка Николая Романюка, назначив исполняющим обязанности директора Артура Василевского.
С декабря 2014 года по октябрь 2015 года временно не работал.
25 февраля 2015 года Киричук планирует подать в суд с требованием восстановить его в должности директора компании.
1 марта 2015 года сотрудники Луцктепло собрались возле Луцкого городского районного суда, чтобы рассмотреть дело Киричука о восстановлении на работе в знак протеста против его восстановления.
18 марта 2015 года Киричук подал в суд, доказывая, что его увольнение незаконно, и потребовал восстановить его в должности и взыскать уже начисленную ему зарплату в размере 33 000 грн. По словам истца, эта сумма уже накопилась у него со 2 января 2015 года.
1 апреля 2015 года Киричук отозвал иск. По словам юриста «Луцктепло» Игоря Петрука, он сказал, что 33 тысячи гривен нужно взыскать не с компании, а с мэра Романюка, который уволил Киричука. Адвокат истца Виктор Пилипчук пытался доказать, что увольнение было незаконным и что мэр действовал незаконно. Свое заявление Пилипчук мотивировал тем, что работники предприятия оказали Киричуку физическое сопротивление и не пустили его на предприятие. Через несколько часов Киричук отказался от иска. Пилипчук не смог объяснить причины решения своего клиента, но стороны все еще могут обжаловать решение суда.
13 мая 2015 года суд первоначально постановил наложить на Киричука штраф в размере 510 гривен, но постановил, что он выиграл апелляцию.
С октября 2015 г. по май 2016 г. — руководитель проектов управления и функциональных исполнителей РПО «Укравтогаз» Киевавтогаза.
27 декабря 2015 года Киричука задержала украинская полиция, когда заметила автомобиль Skoda Superb, припаркованный перед пешеходным переходом перед гостиницей «Украина». Полицейские решили выяснить причину остановки водителя, но тут же заметили, что он пьян.
26 января 2016 года Киричук был обвинен в вождении в нетрезвом виде и предстал перед Луцким городским районным судом. Однако судья Алла Борнос решила отложить рассмотрение дела.
С мая по июль 2016 года был советником аппарата регионального производственного управления Львовавтогаза.
В 2016 году окончил частное высшее учебное заведение «Академия рекреационных технологий и права», высшая школа педагогики, преподаватель вузов и высших учебных заведений, преподаватель ПТУ, специалист по инновациям.
С июля 2016 г. по июль 2018 г. — директор ООО «Тарлес».
21 апреля 2018 года, по сообщению главы Волынской областной государственной администрации, Александр Савченко, Киричук заявил, что выдвинет кандидатуры Киричука и Facebook-блогера Дениса Пятигорца заместителями главы. В прошлом он неудачно баллотировался в Луцкий горсовет.
С июля по ноябрь 2018 года снова временно не работал.
В ноябре 2018 года Киричук стал первым заместителем главы Волынской облгосадминистрации, подчиняясь главе Волынской облгосадминистрации Савченко.
11 июня 2019 года Киричук исполнял обязанности главы Волынской облгосадминистрации.
В качестве главы области 30 июля он посетил Любомльский район, где обсудил с местными властями проблему свалок вблизи границы.
2 декабря 2019 года Киричука сменил Юрий Погуляйко.

## Примечание
1. ↑  УКАЗ ПРЕЗИДЕНТА УКРАЇНИ №378/2019 (укр.). Офіційне інтернет-представництво Президента України. Дата обращения: 21 ноября 2021. Архивировано 21 ноября 2021 года.
2. 1 2 3 4 5 6 7 8  Судять екс-директора "Луцьктепла" за водіння в нетверезому стані. Волинські новини. Дата обращения: 7 июня 2022. Архивировано 7 июня 2022 года.
3. 1 2 3  Нові подробиці звільнення екс-керівника ДКП "Луцьктепло". Волинські новини. Дата обращения: 7 июня 2022. Архивировано 7 июня 2022 года.
4. 1 2  Звільнений очільник "Луцьктепла" хоче судитися, - депутат. Волинські новини. Дата обращения: 7 июня 2022. Архивировано 7 июня 2022 года.
5. ↑  "Киричук, ти не потрібен в «Луцьктепло": пікет суду. Волинські новини. Дата обращения: 7 июня 2022. Архивировано 7 июня 2022 года.
6. ↑  "Цінному" працівнику "Луцьктепла" лише за три дні виплатили 9 тисяч. Волинські новини. Дата обращения: 7 июня 2022. Архивировано 7 июня 2022 года.
7. 1 2  Киричук і П’ятигорець стануть заступниками голови ОДА Савченка, – джерело. Волинські новини. Дата обращения: 7 июня 2022. Архивировано 5 марта 2022 года.
8. ↑  У губернатора Волині – новий перший заступник. Конкурент. Дата обращения: 25 мая 2021. Архивировано 25 мая 2021 года.
9. ↑  УКАЗ ПРЕЗИДЕНТА УКРАЇНИ №870/2019 (укр.). Офіційне інтернет-представництво Президента України. Дата обращения: 21 ноября 2021. Архивировано 21 ноября 2021 года.
10. ↑  На Волині обговорили проблему сміття на прикордонних територіях (укр.). ВолиньPost. Дата обращения: 7 июня 2022. Архивировано 1 августа 2019 года.
11. ↑  УКАЗ ПРЕЗИДЕНТА УКРАЇНИ №871/2019. Дата обращения: 27 августа 2022. Архивировано 15 августа 2022 года.